# Денис Причиненко
Денис Причиненко е украински футболист, бивш играч на ЦСКА (София).

## Кариера
Като юноша играе във формациите на Енерги (Котбус) и Тенис-Борусия (Берлин). През 2009 преминава в шотландския Хартс. Там играе предимно за юношеския състав, като през сезон 2010/11 вкарва 14 гола и е избран за играч на сезона в юношеското първенство на Шотландия. За мъжкия отбор на „тъмновиолетовите“ дебютира на 26 февруари 2011 г. срещу Абърдийн. Младият полузащитник не успява да доиграе сезона поради тежка контузия и в края на 2011 г. е пратен под наем във втородивизионния Рейт Роувърс. За двумесечния си престой изиграва 5 мача и вкарва 1 попадение – срещу Хамилтън Академикал. На 5 януари 2012 г. се завръща в Хартс, но не успява да се наложи в състава и след края на сезон 2012/13 е освободен.
През сезон 2013/14 играе за ФК Севастопол. След като клубът е закрит, Причиненко остава свободен агент и подписва за 1 година с ЦСКА. Изиграва 12 мача за „армейците“.